# Monte Cillene
Il monte Cillene (in greco antico: Κυλλήνη?) è una montagna della penisola del Peloponneso in Grecia, famosa per essere associata al dio Hermes. Ha un'altezza di 2376 m s.l.m. ed è la seconda vetta più elevata della penisola. Si trova vicino al confine tra le regioni storiche della Arcadia e Acaia - nel nord-est dell'Arcadia, e interamente nella moderna Corinzia. Si trova a ovest di Corinto, a nord ovest di Stymfalia, a nord di Tripoli, e a sud di Derveni.
Gran parte della montagna è arida e rocciosa, anche se la zona sotto i 2 000 m. è in gran parte boscosa. Vi è un osservatorio astronomico a 908 m a 37.97°N 22.67°E. Dalla cima è visibile una gran parte del nord-est del Peloponneso, compresa la parte orientale della Acaia e Chelmos, il Golfo di Corinto e la maggior parte di Corinziae parti del nord-est dell'Arcadia. Le catene montuose più vicine sono l'Oligirto a sud e Chelmos/Aroania a ovest. Le strade passano vicino alle pendici meridionali e occidentali, ma non ve ne sono molte sulla montagna, poiché per gran parte è un parco. Il confine comunale di Stymfalia - Feneos-Evrostini e Xylokastro passa attraverso la montagna.

## Mitologia
Nella mitologia greca, Hermes era nato in una grotta sacra sulla montagna, e così Cillenio è un epiteto che gli viene spesso attribuito. L'omerico Inno a Pan ricorda che  "Hermes ... andò in Arcadia ... dove c'era il suo luogo sacro come dio di Cillene. Da lì, anche se un dio, badò alle pecore riccio-tosate." Nei tempi antichi vi era un tempio e la statua a lui dedicata sulla vetta della montagna.
Gaio Giulio Igino scrisse che era sul Cillene che il veggente Tiresia cambiò sesso quando vide due serpenti copulare.
Cillene (o Kyllene) era anche una ninfa (una oreade) che aveva sposato Pelasgo nei tempi più antichi che i mitografi greci potevano ricordare. C'era anche una porta ad Elis, nell'antichità, denominata "Cillene" nei pressi della foce dell'Alfeo, dove il viaggiatore Pausania annotò che c'era un'immagine di Hermes con la scritta "adorato devotamente dalla maggior parte degli abitanti, non è che il membro maschile eretto su un piedistallo."
Le Pleiadi erano nate sul monte Cillene.